# 阿拉巴馬鎮區 (阿肯色州內華達縣)
阿拉巴馬鎮區（英語：Alabama Township）是位於美國阿肯色州內華達縣的一個行政鎮區。

## 地方資料
阿拉巴馬鎮區的面積為118.14平方千米，當中陸地面積為117.86平方千米，而水域面積為0.28平方千米。根據2010年美國人口普查的數據，當地共有人口279人，而人口密度為每平方千米2.36人。